# George Gordon Byron
George Gordon Noel Byron, VI barone Byron, meglio noto come Lord Byron RS (Londra, 22 gennaio 1788 – Missolungi, 19 aprile 1824), è stato un nobile, poeta e politico britannico.

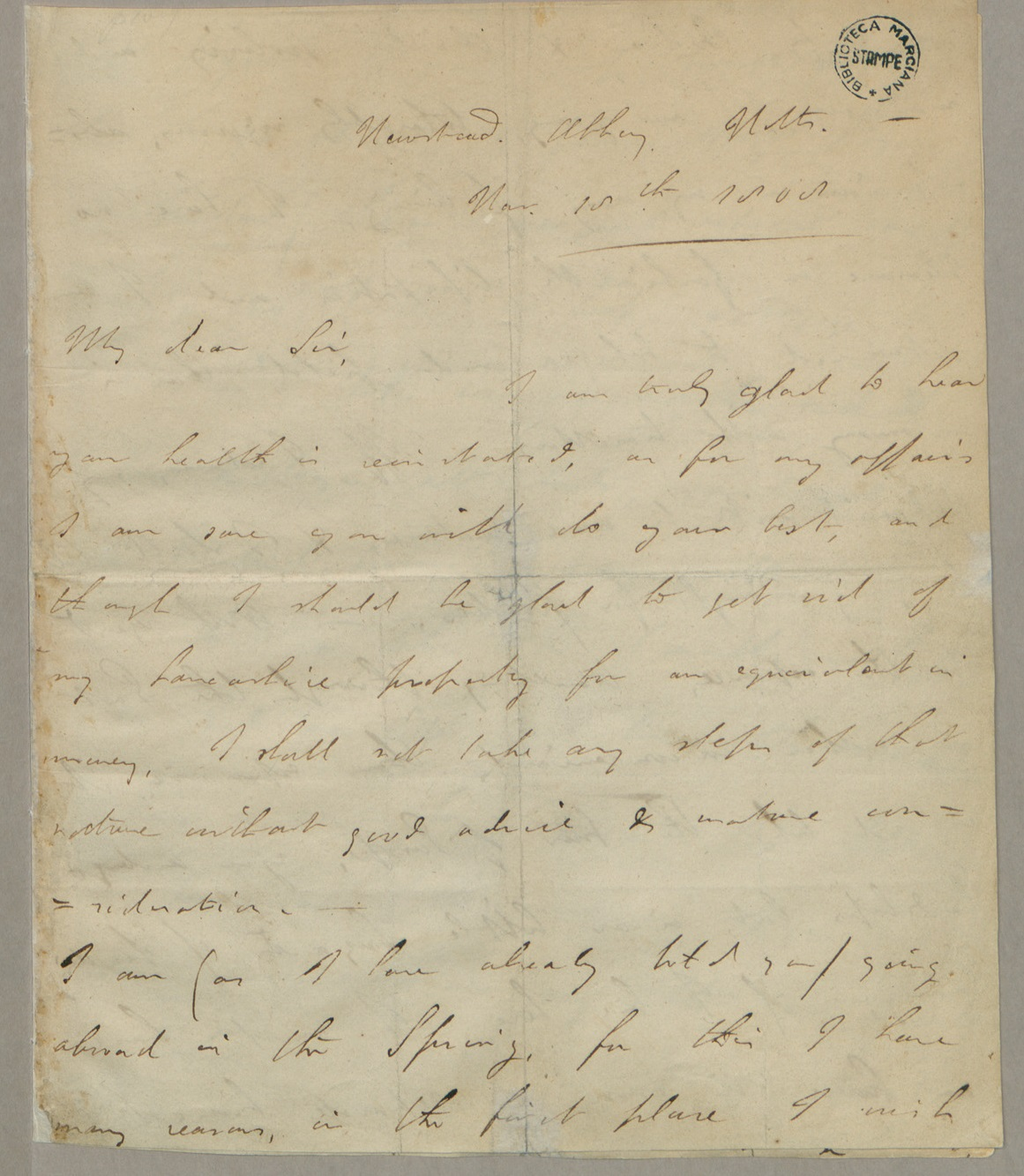
Lettera autografa del 1808 di Lord Byron a John Hanson, suo avvocato e agente

Considerato da molti uno dei massimi poeti britannici, Byron è stato un uomo di spicco nella cultura del Regno Unito durante il secondo Romanticismo, del quale è stato l'esponente più rappresentativo insieme con John Keats e Percy Bysshe Shelley.

## Biografia

### Origini familiari
George Gordon Byron proveniva, dal lato paterno, da un'illustre famiglia normanna, i Burun, insediatasi in Inghilterra nell'XI secolo; il titolo fu acquisito nel 1643 da Sir John Byron, che stabilì la propria dimora a Newstead, nella contea del Nottinghamshire. 

Il discendente di John, William, quinto lord Byron, era un folle macchiatosi dell'omicidio di un vicino di casa, tanto violento da guadagnarsi il nomignolo di «Wicked Lord» (signore malvagio). Altrettanto eccentrico era il fratello di William (ovvero il nonno di George Gordon): si trattava di John Byron, un navigatore e ammiraglio soprannominato «Foulweather Jack» (Jack Maltempo) per via della sua sfortuna con le condizioni meteorologiche. John naufragò nel 1741 sulla costa occidentale della Patagonia, per poi divulgare un libro, The Narrative of the Honourable John Byron, dove narrò le sue disavventure: il nipote poeta avrebbe poi preso in prestito l'episodio del naufragio per inserirlo in uno dei passi più significativi del suo capolavoro, il Don Juan.
Il padre del poeta, il capitano John Byron, nato nel 1756, venne soprannominato «Mad Jack» (Jack il Matto) per la sua vita licenziosa: costui, dopo la delusione avuta con la prima moglie, Amelia Conyers, si sposò in seconde nozze nel 1785 con la ventunenne Catherine Gordon of Gight, con la quale avrebbe poi generato George Gordon.
Più modesta, ma non priva di valore, era invece la famiglia materna: Catherine Gordon, donna passionale e stravagante, era lontanamente imparentata con Giacomo I di Scozia, e sua madre si era sposata con un membro della benestante famiglia dei Duff.

### Una giovinezza burrascosa
George Gordon Byron nacque a Londra, al n. 16 di Holles Street, il 22 gennaio 1788, da John Byron e Catherine Gordon of Gight. Afflitto da una contrazione del tendine di Achille che lo rese zoppo sin dalla nascita, il giovane George Gordon trascorse i primi anni di vita in Scozia, nella dimora della madre, ad Aberdeen, a causa degli enormi debiti accumulati dal padre che, ormai in miseria, fu costretto a fuggire in Francia, dove morì, forse suicidato, nel 1791. Ad Aberdeen, il poeta dovette risentire sia delle ristrettezze economiche sia dei continui strapazzi materni: ciò malgrado, fu proprio in questo periodo che nacque in lui l'ammirazione per l'aspro paesaggio montano scozzese, un'appassionata devozione per l'Antico Testamento e la credenza, legata al calvinista John Knox, nella predestinazione della colpa.

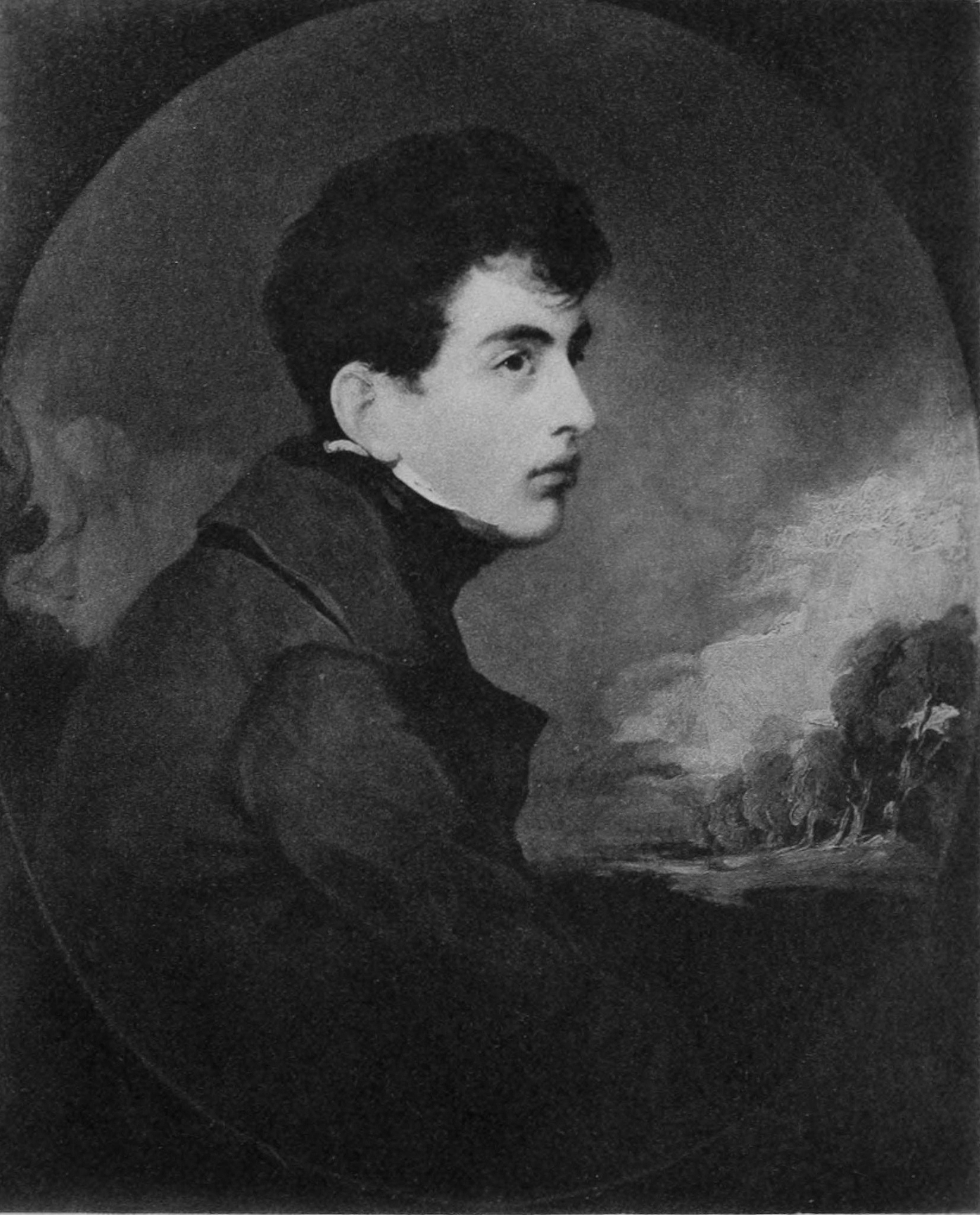
Incisione ritraente il sedicenne Lord Byron, giugno 1804

Alla morte del prozio nel 1798, George Gordon ne ereditò il titolo nobiliare, divenendo sesto barone Byron di Rochdale e quindi Lord, e i relativi beni, potendo quindi ricevere un'educazione adeguata. Abbandonò dunque la Scozia per andare ad abitare nell'abbazia di Newstead, purtroppo fatiscente, che ereditò assieme ad altre vaste tenute nonché a tantissimi debiti. Nel 1801 entrò nella Harrow School, dove si distinse per la fame insaziabile di letture e per la sua condotta intemperante e bellicosa; fu anche l'epoca del primo amore, quello per Mary Ann Chaworth, una lontana cugina conosciuta nell'estate del 1803, che lasciò nel suo spirito tracce indelebili. Nel 1805 si iscrisse al Trinity College di Cambridge, dove conobbe alcuni fra i suoi più cari amici: Edward Noel Long, William Bankes, Francis Hodgson, Douglas Kinnaird, John Edleston (del quale si innamorò), John Cam Hobhouse, Scrope Berdmore Davies e Charles Skinner Matthews furono tutti tra i suoi intimi.
Oltre a vari svaghi - come il nuoto, disciplina nella quale si rivelò poi eccellente - il giovane Byron si interessò anche alla poesia: in questi anni, infatti, pubblicò a proprie spese un volumetto di versi, Fugitive pieces, evitando tuttavia di dichiarare di esserne l'autore. Ben presto, infatti, il poeta ripudiò la sua primissima esperienza poetica a causa di alcuni versi forse troppo pugnaci; ciò malgrado, ripubblicò l'opera ben due volte. La seconda ristampa venne edita nel 1807 col titolo Poems on Various Occasions, sempre in forma anonima. Gli incoraggiamenti di alcuni amici lo persuasero ad abbandonare l'anonimato quando diede alle stampe Hours of Idleness, by George Gordon Lord Byron, a Minor, dove espurgò le oscenità presenti nella versione embrionale dell'opera. Hours of Idleness non conobbe affatto una buona accoglienza: così Byron rispose all'Edinburgh Review - che nel gennaio 1808 criticò aspramente il volumetto - con la virulenta satira English Bards and Scotch Reviewers, dove non fece segreto di voler perpetuare la tradizione letteraria di Alexander Pope (animata in quei tempi da Rogers e da Campbell) contro gli scrittori a lui contemporanei, che attaccò senza pietà.

#### Il Grand Tour e ilChilde Harold's Pilgrimage
Occupato nel 1809 il seggio a lui spettante presso la Camera dei lord, nell'estate del 1809 Byron intraprese il Grand Tour, quasi d'obbligo allora per le persone del gran mondo. Accompagnato da John Cam Hobhouse salpò da Falmouth il 2 luglio 1809 per Lisbona, per poi visitare Siviglia, Cadice e Gibilterra. Giunti a Malta il 19 agosto, i due vi soggiornarono circa un mese, prima di partire per Preveza, porto dell'Epiro, raggiunto il 20 settembre 1809. Di lì si spostarono a Giannina e poi in Albania, a Tepelenë, dove incontrarono Alì Pascià. Poi vissero ad Atene, tranne una parentesi di qualche mese a Costantinopoli. Il 3 maggio 1810 attraversò a nuoto lo stretto dei Dardanelli. A partire dal luglio 1810, partito Hobhouse per l'Inghilterra, ebbe un'intensa relazione, fisica e sentimentale, col quindicenne franco-greco Nicolo Giraud, cognato del pittore romano Giovan Battista Lusieri. In Grecia compose Hints from Horace e The Curse of Minerva.

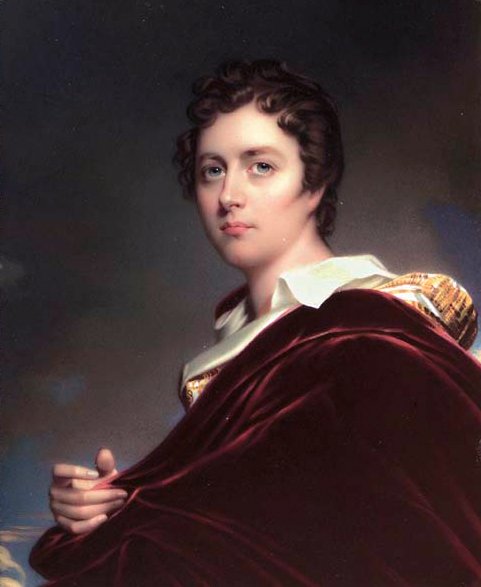
Lord Byron ritratto da Henry Pierce Bone

Nel luglio 1811 Lord Byron fece ritorno in patria, vivendo fra Newstead Abbey e soprattutto Londra. I primi tempi furono funestati dal lutto: qualche giorno dopo morì la madre, senza che lui riuscisse a vederla, e poi Byron seppe della morte di Charles Skinner Matthews e dell'amato John Edleston, al quale dedicò sei intense liriche. Già nel febbraio 1812 fu protagonista del primo di tre interventi presso la Camera dei Lord, particolarmente veementi e accesi, che scossero l'aristocrazia inglese; nel primo lottò contro la repressione del luddismo del 1812. Frattanto, pubblicò i primi due canti del Childe Harold's Pilgrimage, una sorta di guida poetica dei paesi visitati, che al loro apparire (1812) conobbero subito uno sfolgorante successo: questa favorevolissima ricezione dell'opera fu dovuta in buona parte alle qualità poetiche di Byron, ma soprattutto alla felice scelta dell'argomento, riuscendo a trasportare in poesia il tema dei viaggi, allora molto popolare.
Oltre alla descrizione del viaggio, a destare curiosità vi era anche la descrizione del viaggiatore, quel «giovane Aroldo» sprezzante e misantropo che impersonifica gli atteggiamenti del Byron stesso; ma furono anche le vivide evocazioni dei luoghi del Levante, i versi scorrevoli, il misto di luoghi comuni e di licenziose avventure a far impressione sul gusto delle dame e dei salotti della Reggenza. Il successo del Childe Harold fu tale che tra il giugno del 1813 e l'agosto del 1814 Byron produsse con notevole continuità una cospicua mole di novelle orientali in versi, chiamate «racconti turchi» (The Giaour, The Bride of Abydos, The Corsair, Lara, The Siege of Corinth e Parisina) a un ritmo incalzante quasi come i successi bellici che Napoleone Bonaparte andava riscuotendo in quel tempo: non a caso, il poeta fu sovente paragonato al generalissimo, iniziando a divenire noto nei salotti londinesi come «il gran Napoleone dei reami della rima». Queste sue opere, tutte improntate a un intreccio tra l'esotismo e il melodramma romantico, furono inoltre lievito per quel mito byroniano che sarà fondamentale per la fortuna del poeta d'ora innanzi: il Giaurro, Corrado, Lara, erano infatti ripetizioni del tipo d'Aroldo e - essendo quest'ultimo un'autobiografia idealizzata del Byron - furono in molti ad attribuire le avventure dei protagonisti al fortunato scrittore.

### In fuga dall'Inghilterra

#### Tra amori e scandali

Ritratto di Lord Byron da Letters and journals, 1830

Folgorato dal successo, in questo periodo Byron iniziò a manifestare ancor di più un atteggiamento freddo e sprezzante, con una raffinata sobrietà del vestire, incarnando squisitamente gli ideali del dandy, fusi a quelli del bel tenebroso. Fu anche grazie a questa sua innata attitudine da poseur che il poeta iniziò a essere ammesso da pari nel gran mondo, intraprendendo anche gaudenti e intriganti avventure amorose: si data al 1812 la relazione con l'eccentrica Caroline Lamb, la dama più in voga del momento, che avrebbe poi descritto il compagno come «pazzo, cattivo e pericoloso da frequentare». Contemporaneamente all'affaire con la Lamb, Byron divenne un intimo della sorellastra Augusta Leigh (figlia del suo stesso padre e della sua prima moglie, e già sposata con George Leigh, suo cugino materno di primo grado) con la quale ebbe un'intensa relazione sentimentale e fisica: da questo rapporto nacque infatti nell'aprile del 1814 Medora Leigh, battezzata con il cognome del marito della donna.
Anche per sopire questo scandalo, il 2 gennaio 1815 il poeta sposò Anne Isabella Milbanke, chiamata Annabella, ereditiera colta e appassionata di matematica e cugina di Caroline Lamb: I due andarono ad abitare a Londra, in un'improbabile unione, ben presto naufragata. Byron si attendeva forse una duratura sistemazione sociale e il risanamento dei tanti debiti ereditati dal prozio. I due ebbero nel dicembre 1815 anche una figlia, la matematica Ada Lovelace; le vicende coniugali, già tempestose, si deteriorarono però ulteriormente quando Byron riprese gli intimi rapporti con la sorella Augusta. Ormai disillusa, la Milbanke non poté che abbandonare il tetto coniugale, inoltrando richiesta di separazione il 15 gennaio 1816.
Nel frattempo, le ipotesi relative alla ormai conclamata bisessualità dello scrittore presero forza negli ambienti colti del tempo, per venir peraltro successivamente (a partire dagli ultimi decenni dell'Ottocento) confermate anche in testi critici e scientifici. Sulla rivista Athenaeum, per esempio, si scrisse che il soprannome di «Thyrza» non fosse riferito alla cugina del poeta bensì riguardasse l'affettuosa amicizia collegiale del Byron con John Edleston; anche studiosi come John Addington Symonds e Marc André Raffalovich chiamarono in causa la bisessualità di Byron, mentre Xavier Mayne affermò che lo scrittore era «di temperamento più o meno omosessuale: era un idealistico romantico ed ellenico, greco nella sua natura intellettuale ed erotica, inglese per nascita ma ateniese nel cuore»..
In ogni caso, questi e altri scandali di ordine morale (accuse di incesto, adulterio, omosessualità, sodomia, amore libero e altro ancora) furono alla base del crescente sdegno e del rifiuto dell'aristocrazia londinese; a inasprire gli animi vi furono anche i violenti attacchi dei critici della stampa conservatrice, che ricoprì il poeta di vituperi per la pubblicazione di alcune satire molto acerbe rivolte al Reggente (Lines on Princess Charlotte), «dando così le prime avvisaglie dell'ostilità di quella Inghilterra evangelica, pietista, che lentamente saliva al governo della nazione, e doveva imporre il suo credo durante l'epoca vittoriana» (Praz). A inviperire ulteriormente l'opinione pubblica vi fu inoltre la divulgazione di alcuni versi ispirati alle sue circostanze domestiche (Fare Thee Well e A Sketch), che il Byron aveva incautamente fatto circolare tra gli amici. Il malanimo nei suoi confronti era tale che gli venne suggerito di non recarsi più alla Camera dei Lord, dove nessuno gli rivolgeva più la parola; analogamente, nei salotti aristocratici non trovava che distacco e riserbo. Essendo la situazione ormai degenerata, egli decise il 21 aprile 1816 di firmare il documento di separazione dalla moglie e, quindi, di abbandonare l'Inghilterra, dove non avrebbe fatto mai più ritorno.

#### In Svizzera, con gli Shelley

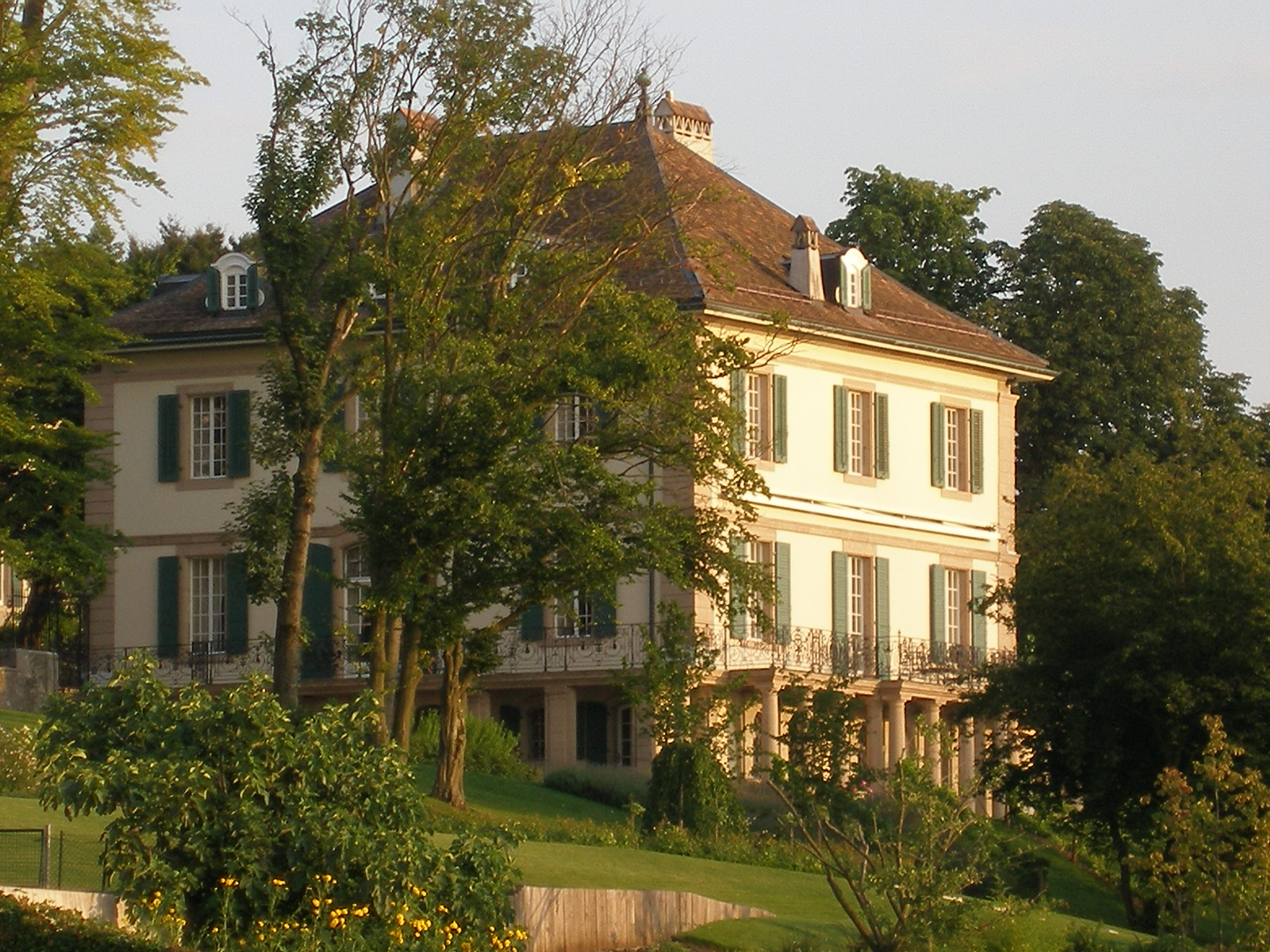
La vivacità intellettuale della compagnia a villa Diodati stimolò in Byron numerosi capolavori

Byron si imbarcò per il continente il 25 aprile 1816, qualche giorno dopo la stipula del documento di separazione. La prima nazione che visitò fu il Belgio: dopo aver fatto una rapida sosta a Bruxelles, fece tappa a Waterloo e da qui costeggiò la riva del Reno sino a giungere a Ginevra. Il poeta si insediò - insieme al fedele domestico William Fletcher e al medico John Polidori - nell'elegante villa Diodati, già residenza di Milton. In una villa non molto distante, a Montalègre, soggiornarono Percy Bysshe Shelley, la sua futura moglie Mary Godwin Wollstonecraft con la sua sorellastra Claire Clairmont. Occasionalmente, Byron frequentò anche il salotto di Madame de Staël al castello di Coppet. Al contatto con la delicata sensibilità per le bellezze della natura di Percy Bysshe Shelley, e stimolato ciascuno dal genio degli altri, Byron compose in questo ambiente il terzo canto di Childe Harold, il Prisoner of Chillon, The Dream, i primi due atti del Manfred, e Darkness. I frutti poetici di tanto arricchimento si manifestarono anche in Mary Shelley, che qui iniziò a redigere il suo romanzo Frankenstein, e in Polidori, che sotto l'influenza di Byron concepì The Vampyre.
Con Claire, Byron continuerà una relazione iniziata già a Londra qualche mese prima; questa tempestosa storia d'amore generò, nel gennaio 1817, la figlia Allegra.

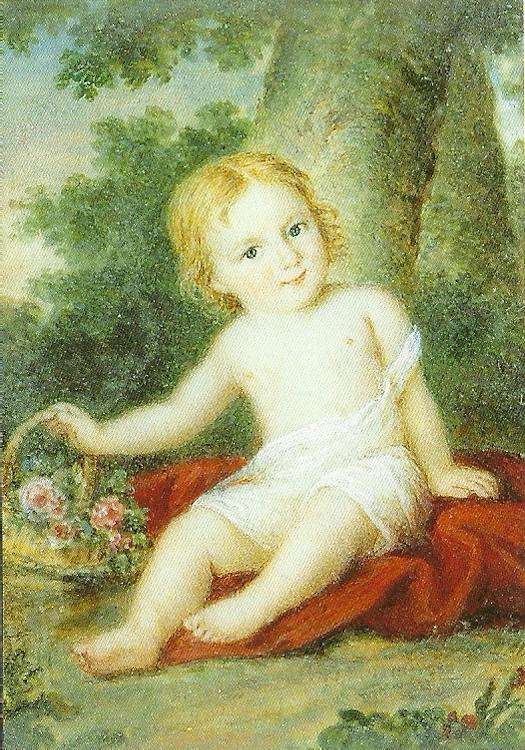
Allegra Byron (1817-1822)

#### In Italia

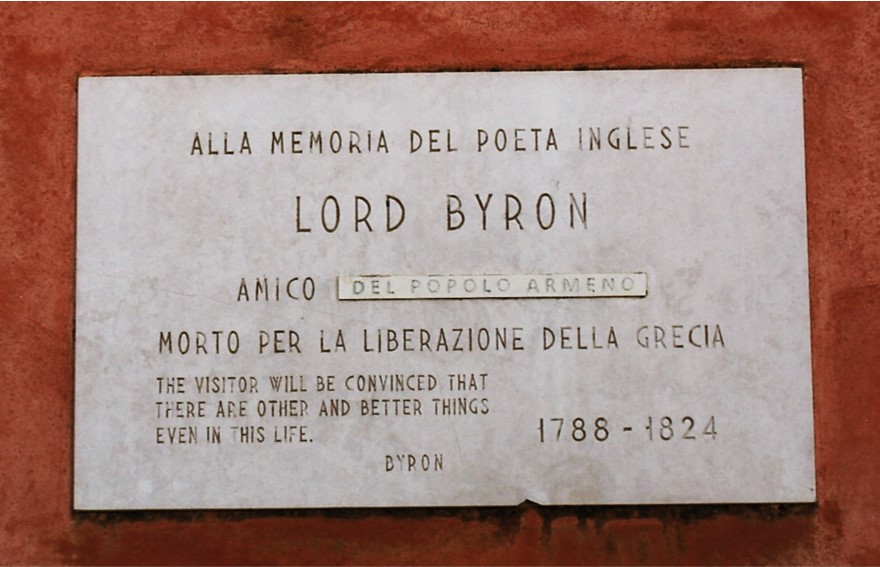
Lapide a San Lazzaro degli Armeni

Attraversate le Alpi, Byron sostò nell'ottobre del 1816 a Milano, dove entrò in contatto con Pellico e Monti e conobbe Stendhal, per poi spingersi fino a Venezia, dove arrivò nel novembre 1816 per poi risiedervi per tre anni. 

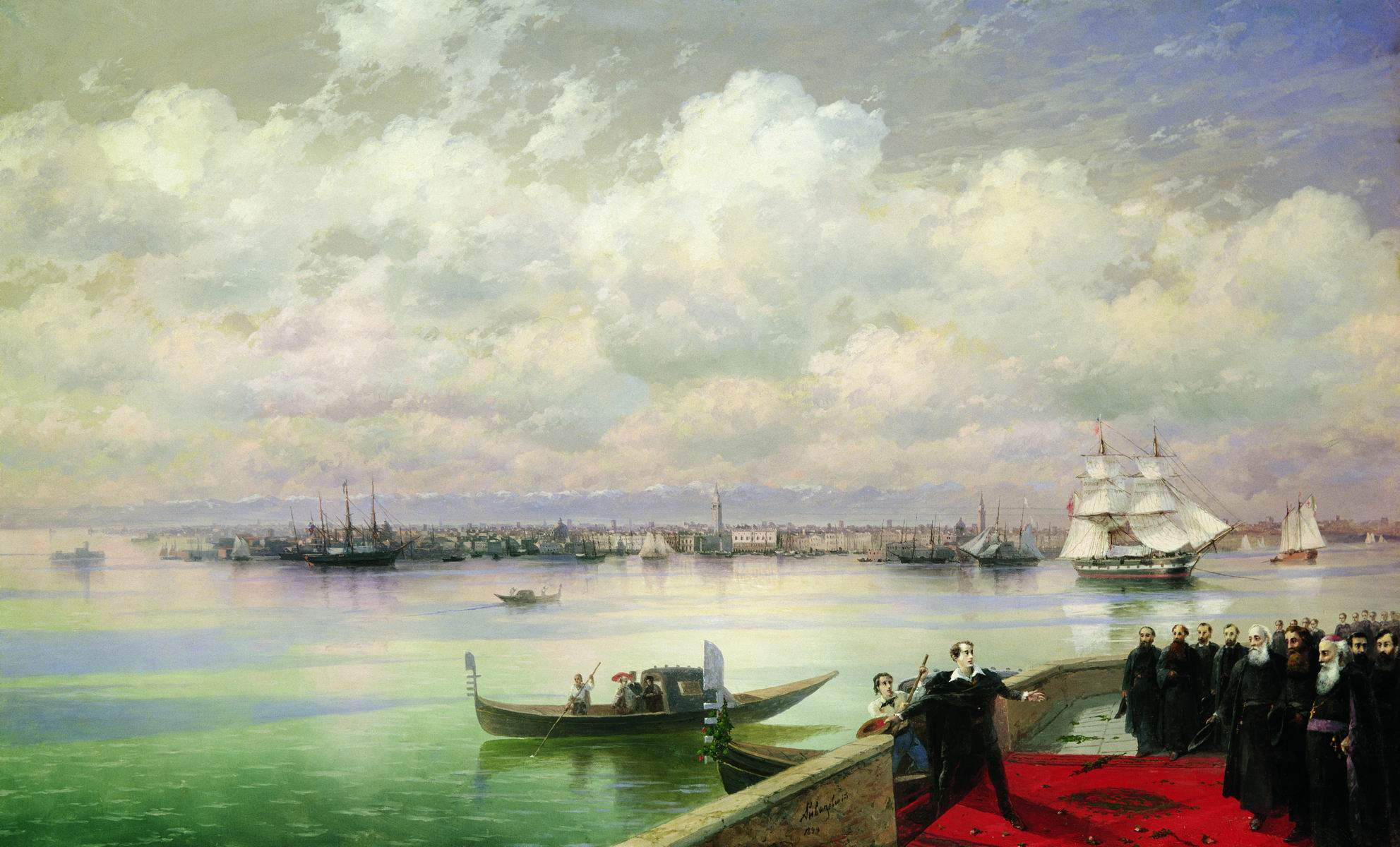
Ivan Ajvazovskij
Byron a Venezia, nell'isola di San Lazzaro degli Armeni
olio su tela, 1899

Qui apprese l'italiano, il veneto, l'armeno e lavorò al quarto canto del Childe Harold, al Beppo e ai primi due canti del Don Juan, che fecero furore in Inghilterra, pur se pubblicati anonimi nel 1819; in ogni caso, Byron non trascurò affatto piaceri meno intellettuali, cimentandosi in dongiovannesche avventure (si vantò di avere posseduto più di duecento donne) e in due importanti relazioni, prima con la moglie del suo padrone di casa, Marianna Segati, e poi con la ventiduenne Margarita Cogni (la Fornarina), facendo della propria dimora sul Canal Grande una sorta di harem. Il soggiorno nella città lagunare – la «Cibele marina», come viene chiamata nel Childe Harold – fu brevemente interrotto solo tra l'aprile e il maggio del 1817, quando il poeta visitò Roma, passando per Ferrara (che gli ispirò il Lament of Tasso).

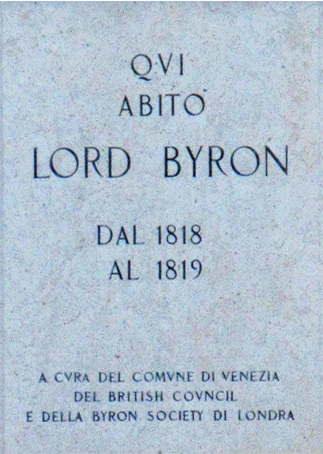
Venezia, Palazzo Malipiero

Nell'aprile del 1819 nel salotto di Marina Querini Byron conobbe la diciottenne Teresa Gamba, sposata da un anno con il ricco e anziano conte Guiccioli: la donna divenne ben presto la sua amante e i due, verso la fine del 1819, si stabilirono a Ravenna, dove i Guiccioli vivevano. 
La giovane esercitò un'influenza benefica sul poeta, che finalmente adottò uno stile di vita più salutare, senza però cessare di anelare a nuove avventure, tanto che tra il 1820 e il 1821 entrò nella Carboneria attraverso i contatti del fratello di Teresa, il conte Pietro Gamba. Nella città romagnola Byron scrisse altri tre canti del Don Juan, Marino Faliero, Sardanapalus, The Two Foscari, Cain: a Mistery, The Prophecy of Dante e altri scritti che rivelavano l'odio che Byron nutriva nei confronti della tirannia, che in suolo italico trovava espressione nella Santa Sede. Tuttavia, volendone fare una cattolica romana, Byron accompagnò nel marzo del 1821 la figliuola Allegra nell'educandato gestito dalle suore di Bagnacavallo, in Romagna.

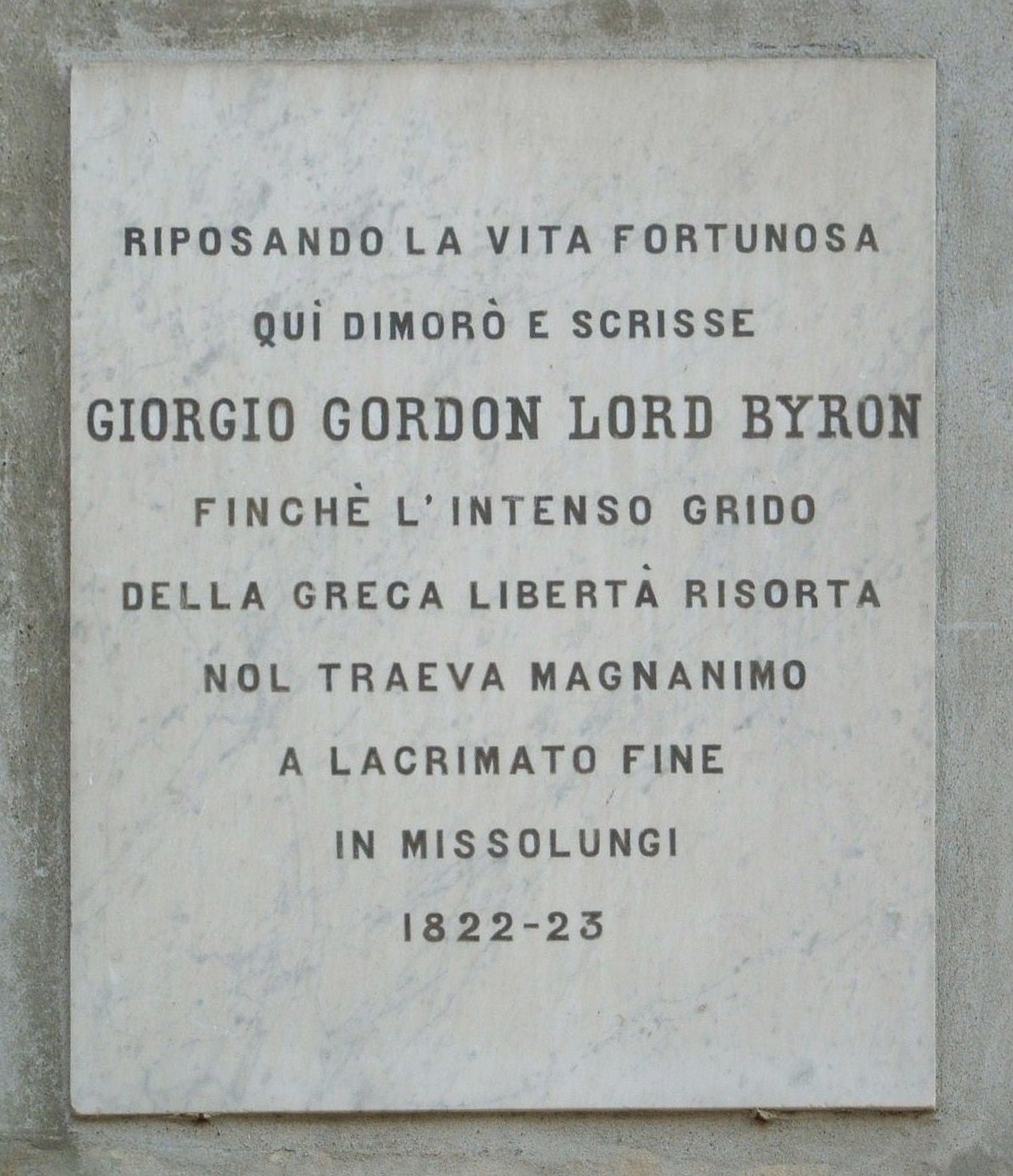
Lapide commemorativa a Genova, nel quartiere residenziale di Albaro dove il poeta risiedette, in via Albaro 1
«finché intenso grido della greca libertà risorta nol traeva magnanimo a lacrimato fine in Missolungi»

Nel frattempo, al fallimento dei moti insurrezionali del 1820-1821 seguirono gli arresti e le confische, e i due amanti dovettero fuggire a Pisa. Nella città toscana Byron visse nel palazzo Toscanelli, dove raccolse intorno a sé un gruppo cosmopolita di letterati e di artisti che annoverava, oltre a Shelley, anche Edward Williams, Thomas Medwin, Edward John Trelawny, Leigh Hunt e John Taaffe. 

In seguito a una rissa tra il suo domestico Tita e il sergente Stefano Masi fu tenuto sott'occhio dalla polizia toscana: così, abbandonò il Circolo pisano e la città e si trasferì a Montenero, nei pressi di Livorno, soggiornando nella Villa Dupouy. Fu qui che iniziò la pubblicazione del periodico Liberal con Leigh Hunt, suo ospite, su cui apparve The Vision of Judgement, in aspra polemica col Southey, che aveva pubblicato un libello omonimo, zeppo di accondiscendenza, in memoria di Giorgio III. Sullo stesso Liberal venne pubblicato Heaven and Earth - A Mistery.
La serenità di questi ultimi anni andrà tuttavia a finire proprio in questo periodo, allorché lo colpiranno i lutti di Allegra (spirata il 20 aprile 1822) e qualche mese dopo quello di Shelley, affogato assieme all'amico Edward Elleker Williams per un'improvvisa e violenta burrasca e il naufragio della sua imbarcazione a dieci miglia da Viareggio.
Byron, anche per l'espulsione dei Gamba per motivi politici, abbandonò il Granducato di Toscana per andare ad abitare nella allora cittadina di Albaro, ora quartiere di Genova. 

Nel viaggio verso Genova passò per Lerici. Nel settembre 1822 il battello Bolívar di Lord George Byron attraccò nelle calme acque della baia di San Terenzo, su cui si affacciava Villa Magni, dove avevano soggiornato Percy e Mary Shelley. Il 29 settembre sfidò a nuoto Edward John Trelawny, dal Bolívar (e non da Portovenere, come pure vuole la tradizione) a San Terenzo e ritorno. Il poeta perse, anche per colpa di un malessere, e fu costretto a soggiornare quattro giorni in una stamberga a Lerici, in preda a dolori di ogni genere.

### La morte in Grecia

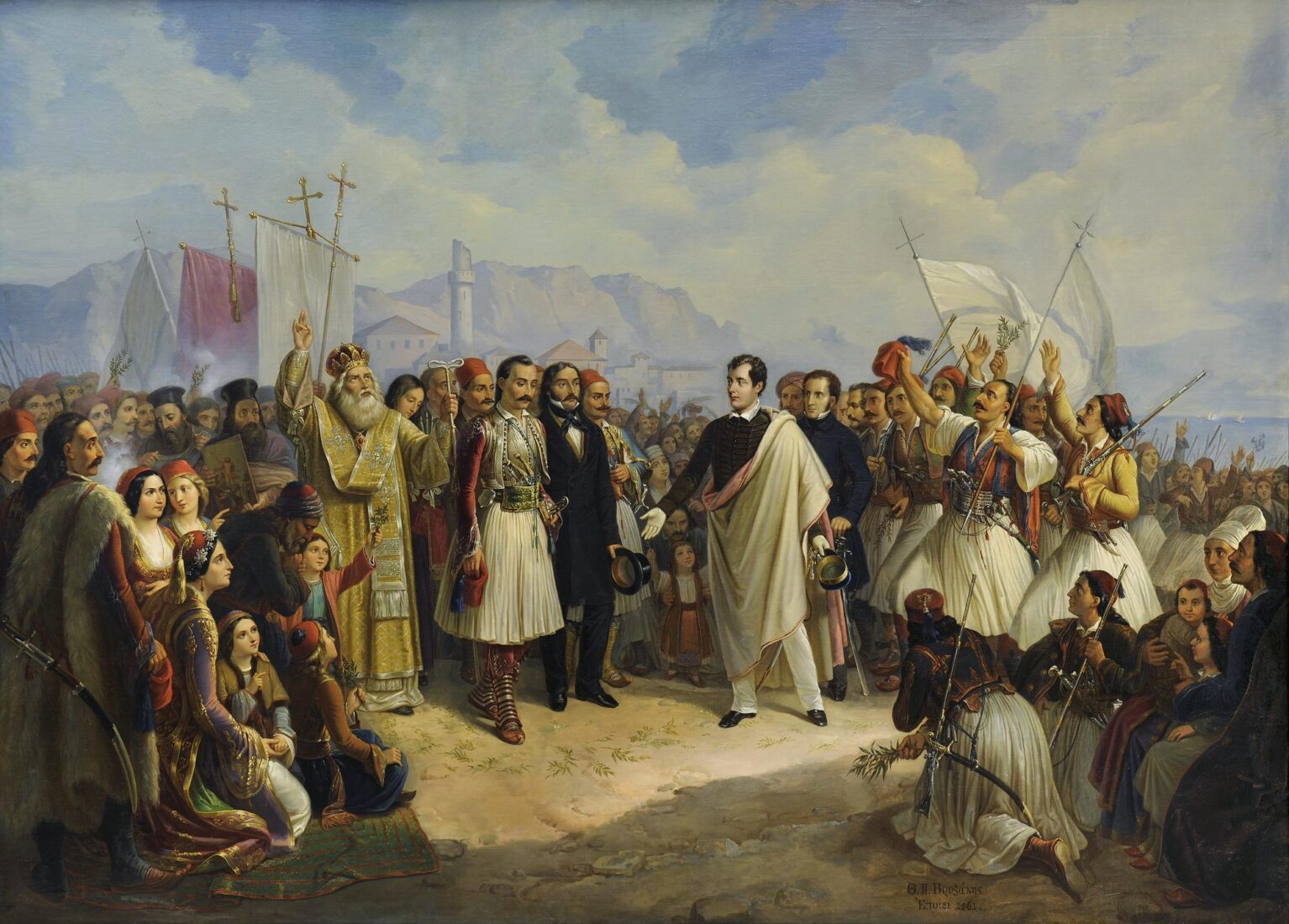
Theodoros Vryzakis,
Lord Byron a Missolungi
olio su tela, 1861

Nel 1823 Byron, persuaso dall'amico John Cam Hobhouse, aderì all'associazione londinese filoellenica a sostegno della guerra d'indipendenza greca contro l'Impero ottomano. Convinta Teresa a tornare a Ravenna, s'imbarcò da Genova con il conte Gamba e Edward John Trelawny per Cefalonia, dove sbarcò nell'agosto del 1823. Nell'isola greca conobbe l'ultimo grande amore della sua vita, non ricambiato: il quindicenne greco Lukas Chalandrìtsanos.

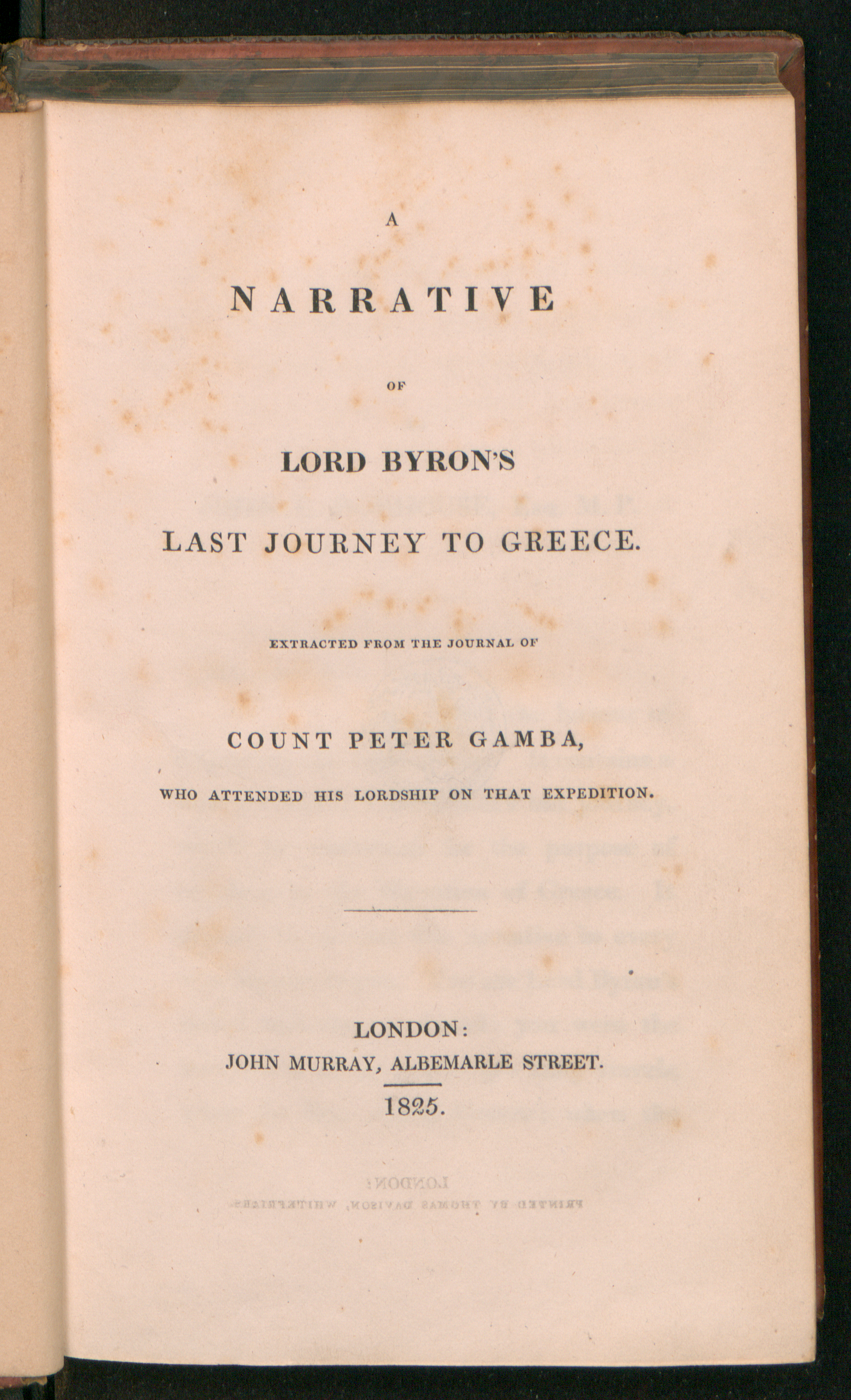
A narrative of Lord Byrons last journey to Greece, un resoconto dell'ultimo viaggio di Byron del conte Pietro Gamba, 1825

Byron visse in prima persona gli aspri contrasti fra i greci che lottavano contro la dominazione turca. Dopo qualche mese, nel gennaio 1824 si trasferì, chiamato dal patriota Alessandro Mavrocordato, a Missolungi, dove morì, forse in seguito a febbri reumatiche, il 19 aprile; vicino a sé aveva il manoscritto dell'incompleto XVII canto del Don Juan. La salma, riportata in Inghilterra, venne tumulata nella chiesa di St. Mary Magdalene a Hucknall Torkard, non lontano da Newstead Abbey. Il funerale vide un interminabile, spettrale corteo di quarantasette carrozze listate a lutto ma vuote, col solo postiglione: fu l'ultima vendetta dell'aristocrazia verso il poeta ribelle. Il suo cuore invece fu sepolto a Missolungi.

## Influenza culturale
Byron viene considerato la prima celebrità in stile moderno: il pubblico venne affascinato dalla sua immagine come personificazione dell'«eroe byroniano», e sua moglie Annabella coniò addirittura l'espressione «Byronmania» in riferimento all'attenzione posta a suo marito. La sua consapevolezza di sé e la promozione della sua stessa immagine lo indussero a commissionare ritratti ad artisti, chiedendo loro di ritrarlo non come un poeta con libro e penna in mano, ma come un uomo d'azione. Mentre all'inizio il poeta accolse la sua fama, egli poi l'allontanò, cercando di esiliarsi dalla sua patria, la Gran Bretagna.
La rifondazione della Byron Society nel 1971 riscosse molto interesse e dimostrò che molte persone, a distanza di più di un secolo, erano profondamente affascinate da Byron e dai suoi lavori. Questa società divenne viva e attiva e iniziò anche a pubblicare una rivista, che esce due volte l'anno. Nel mondo esistono 36 Byron Societies che rendono vive e attuali le opere di Byron, e si incontrano in una Conferenza internazionale una volta all'anno.
Byron esercitò una notevole influenza sull'arte e sulla letteratura del Vecchio Continente, e la sua reputazione è ancora oggi altissima in parecchi Paesi europei addirittura più che in Gran Bretagna: non sarà mai comunque ai livelli dell'Ottocento, quando l'autore era considerato il miglior poeta al mondo. Egli ispirò opere di Franz Liszt, Hector Berlioz, Robert Schumann, Pëtr Il'ič Čajkovskij, Giuseppe Verdi e Pietro Mascagni.

### Eroe byroniano
La figura dell'eroe byroniano pervade la maggior parte dei lavori di Lord Byron, ed egli stesso è considerato la personificazione della figura letteraria che ha creato. Gli studiosi hanno tracciato la storia letteraria dell'eroe byroniano partendo da John Milton, e molti artisti e autori del movimento romantico mostrarono l'influenza di Byron nelle loro opere durante il XIX secolo e oltre, come Charlotte ed Emily Brontë.
L'eroe byroniano è un personaggio idealizzato ma imperfetto, i cui attributi includono: grande talento e passione, avversione per la società e le sue istituzioni, mancanza di rispetto per l'alto rango e i suoi privilegi (sebbene possieda entrambi). Viene inoltre ostacolato nell'amore da vincoli sociali o dalla morte. È un ribelle, talvolta arrogante, spesso condannato all'esilio e tormentato da un passato doloroso. È un uomo presuntuoso o con mancanza di lungimiranza, spesso in preda a comportamenti auto-distruttivi.

## L'uomoByron
Noto per avere una personalità volubile, Byron è stato un uomo estremamente ambivalente, disposizione psichica che si rifletteva poi anche nelle sue opere. È lo stesso Byron a parlarci della sua indole, in un'acuta introspezione nella quale afferma:
Per quanto concerne l'aspetto fisico, Byron era alto 1,74 m e il suo peso corporeo oscillava tra i 60 e gli 89 chilogrammi. Il poeta, rimasto celebre per la sua bellezza, aveva un fisico atletico, ed era per di più un valente pugile e nuotatore: delle sue sessioni di pugilato, in particolare, ci rimane un denso carteggio con l'amico John Jackson, con il quale si allenava in una palestra a Bond Street.

## Opere

### Opere maggiori

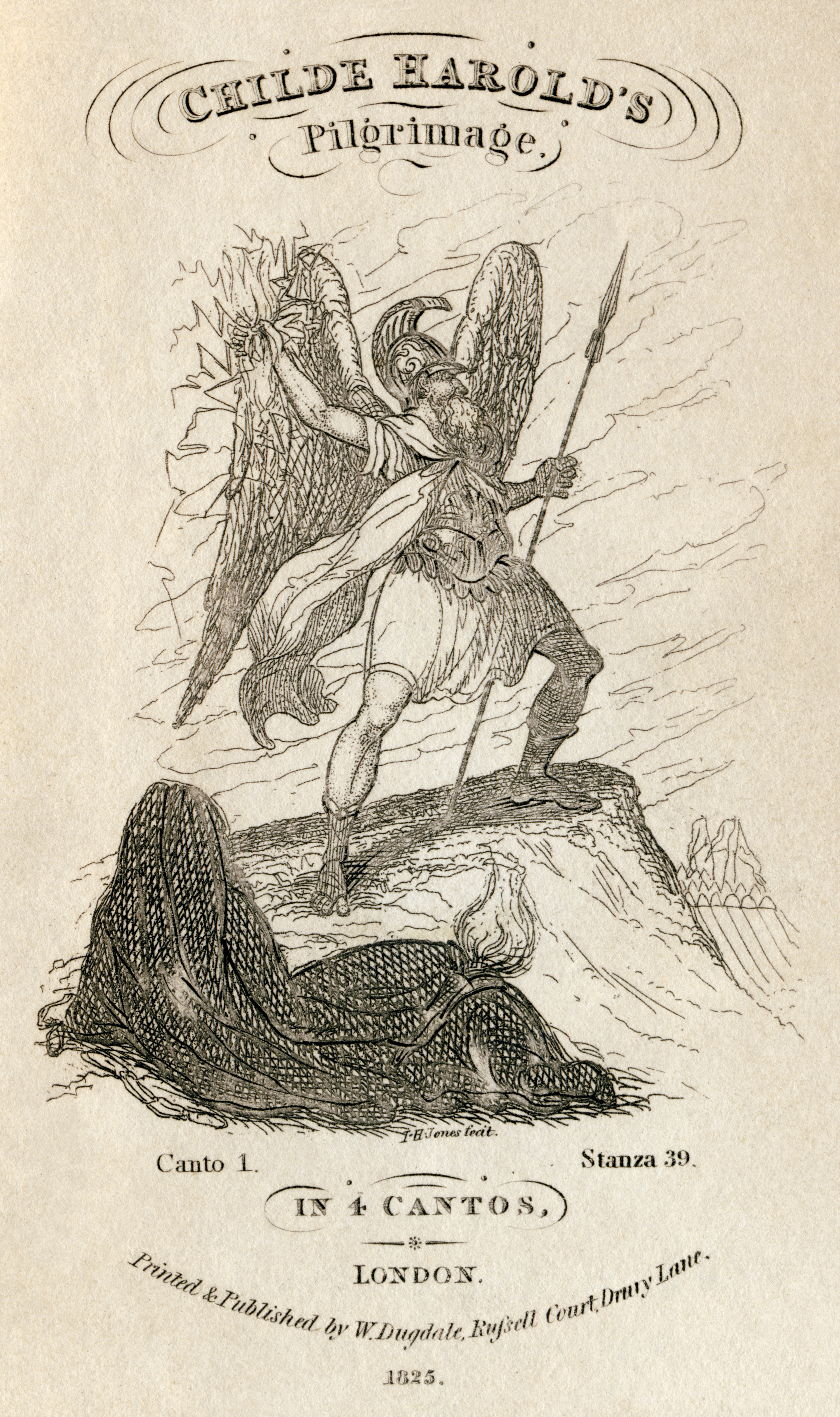
Frontespizio dell'edizione del 1825 del Childe Harold's Pilgrimage

- Fugitive Pieces (Frammenti fuggitivi; 1806)
- Poems on Various Occasions (Poemi su varie occasioni; 1807)
- Hours of Idleness (Ore d'ozio; 1807)
- English Bards and Scotch Reviewers (Bardi inglesi e critici scozzesi; 1809)
- Maiden Speech (Discorso inaugurale presso la Camera dei Lord; 1812)
- Childe Harold's Pilgrimage (Il pellegrinaggio del giovane Aroldo, 4 canti; 1812-1818)
- The Giaour (Il giaurro; 1813)
- The Bride of Abydos (La sposa di Abido; 1813)
- Journal (Diario; fino all'aprile 1814)
- The Corsair (Il corsaro; 1814)
- Lara (Lara; 1814)
- Hebrew Melodies (Melodie ebraiche; 1815)
- The Siege of Corinth (L'assedio di Corinto; 1816)
- Parisina (Parisina; 1816)
- Augustus Darvell. A Fragment (Augustus Darvell. Un frammento; 1816)
- The Prisoner of Chillon (Il prigioniero di Chillon; 1816)
- Alpine Journal (Diario alpino; 1816)
- Manfred (Manfred; 1817)
- The Lament of Tasso (Il lamento di Tasso; 1817)
- Beppo (Beppo; 1818)
- Don Juan (Don Giovanni; 1819–1824, XVII canti, incompleto)
- Mazeppa (Mazeppa; 1819)
- The Prophecy of Dante (La profezia di Dante; 1819)
- Ravenna Journal (Diario ravennate; 1821)
- Marino Faliero (Marino Faliero, doge di Venezia; 1821)
- My Dictionary (Il mio dizionario; 1821)
- Detached Thoughts (Pensieri sparsi; 1821)
- Sardanapalus (Sardanapalo; 1821)
- The Two Foscari (I due Foscari; 1821)
- Cain (Caino; 1821)
- The Vision of Judgment (La visione del giudizio; 1822)
- The Deformed Transformed (Il deforme trasformato; 1822)
- Werner or the Inheritance (Werner o l'eredità; 1822)
- Heaven and Earth (Cielo e terra; 1823)
- The Age of Bronze (L'età del bronzo; 1823)
- The Island (L'isola; 1823)
- Journal in Cephalonia (Diario di Cefalonia; 1823)

## Opere minori scelte
- Maid of Athens, ere we part (Vergine di Atene, prima di dirci addio; 1810)
- Hints from Horace (Spunti oraziani; 1811)
- To Thyrza (A Thyrza; 1811)
- The Curse of Minerva (La maledizione di Minerva; 1812)
- The Waltz. An Apostrophic Hymn (Il valzer. Un inno apostrofico; 1813)
- Ode to Napoleon Buonaparte (Ode a Napoleone Bonaparte; 1814)
- She Walks in Beauty (Ella passa radiosa; 1815)
- When We Two Parted (Quando non ci lasciammo; 1816)
- Fare the Well (Addio; 1816)
- The Dream (Il sogno; 1816)
- Darkness (Il buio; 1816)
- Prometheus (Prometeo; 1816)
- Stanzas (Stanze, dedicate ad Augusta; 1816)
- Epistle to Augusta (Epistola ad Augusta; 1816)
- Monody on the Death of the Right Hon. R. B. Sheridan (Monodia sulla morte del molto onorevole R.B. Sheridan; 1816)
- So, we'll go no more a roving (Così, noi non andremo più vagando; 1817)
- Ode on Venice (Ode a Venezia; 1819)
- Mazeppa (Mazeppa; 1819)
- A fragment (Un frammento; 1819)
- The Irish Avatar (L'Avatar irlandese; 1821)
- The Blues. A Literary Eclogue (Le Blues. Un'egloga letteraria; 1822)
- On This Day I Complete My Thirty Sixth Year (In questo giorno compio il mio trentaseiesimo compleanno; 1824)
- Love and Death (Amore a morte; 1824)
- Last Words on Greece (Ultime parole in Grecia; 1824)

### Opere digitalizzate
- George Gordon Byron, Hours of Idleness, Newark, 1807. URL consultato il 25 maggio 2016.
- George Gordon Byron, Giaour, Londra, John Murray, 1813. URL consultato il 25 maggio 2016.
- George Gordon Byron, Corsair, Londra, John Murray, 1814. URL consultato il 25 maggio 2016.
- George Gordon Byron, Siege of Corinth, Londra, John Murray, 1816. URL consultato il 25 maggio 2016.
- George Gordon Byron, Siege of Corinth, Londra, 1816. URL consultato il 25 maggio 2016.
- George Gordon Byron, Lara, Londra, John Murray, 1817. URL consultato il 25 maggio 2016.
- George Gordon Byron, Beppo, Londra, John Murray, 1818. URL consultato il 25 maggio 2016.
- George Gordon Byron, Hours of idleness, Londra, Sherwin and Co, 1820. URL consultato il 25 maggio 2016.
- George Gordon Byron, Sardanapalus, Londra, John Murray, 1821. URL consultato il 25 maggio 2016.
- George Gordon Byron, Marino Faliero, Londra, John Murray, 1821. URL consultato il 25 maggio 2016.
- George Gordon Byron, Narrative of Lord Byrons voyage to Corsica and Sardinia, Londra, James Limbird, 1824. URL consultato il 25 maggio 2016.
- George Gordon Byron, Letters and journals. 1, Londra, John Murray, 1830. URL consultato il 25 maggio 2016.
- George Gordon Byron, Letters and journals. 2, London, John Murray, 1830. URL consultato il 25 maggio 2016.